# Józef Pieczewski
Józef Pieczewski (zm. 1973) – polski pilot szybowcowy, czołowy szybownik lat 60. XX wieku.

## Osiągnięcia sportowe
Jako zawodnik osiągnął następujące sukcesy:
- W 1955 r. w Szybowcowych Mistrzostwach Polski Juniorów - 1. miejsce.
- W 1958 r. zwycięża w Całorocznych Zawodach Szybowcowych Skrzydlatej Polski o Memoriał Ryszarda Bittnera.
- W 1961 r. w Szybowcowych Mistrzostwach Polski - 1. miejsce.
- W 1962 r. bierze udział w IX Szybowcowych Mistrzostwach Świata w Junin w Argentynie - zajmuje 12. miejsce w klasie standard[2].

## Odznaczenia
- Medal Tańskiego za rok 1962.